# Jean de Bagneux
Pour les autres membres de la famille, voir Famille Frotier.
Jean Frotier de Bagneux dit par convenance Jean de Bagneux, né le 17 juillet 1900 au château de la Villegontier à Parigné (Ille-et-Vilaine) et mort le 26 octobre 1983 à Saint-Brieuc (Côtes-du-Nord), est un écrivain et homme politique français.

## Biographie
Jean de Bagneux est le petit-fils de Pierre-Adalbert Frotier de Bagneux et de Pierre-Marie Frain de La Villegontier.
Possédant une villa à Socoa près de Saint-Jean-de-Luz, il a publié des articles dans le Bulletin de la Société des Sciences, Lettres et Arts de Bayonne et dans le Bulletin du Musée Basque. Il a participé au pavillon des 3 B de l'exposition universelle de 1937, comme vice-président du Comité du Musée Ducontenia, Saint-Jean-de-Luz, Socoa, Ciboure. Il est secrétaire du Comité du Pays Basque de l'exposition des 3 B. Il était l'ami des fondateurs du Musée Basque, le commandant Boissel et Philippe Veyrin. Sa villa fut réquisitionnée par les Allemands en 1940, ce qui le conduisit à s'installe au château de Quintin avec sa famille.
Héritier du château de Quintin, il s'occupe de l'aide aux prisonniers de guerre avec son épouse pendant la Seconde Guerre mondiale. En 1947, il devient maire de Quintin, avant d'être élu conseiller général du canton de Quintin à partir de 1951. Il devient président de l'Office départemental des Habitations à loyer modéré (HLM) et vice-président du bureau départemental du Centre national des indépendants et paysans (CNIP).
Il est élu sénateur le 26 avril 1959.